# Мартикан, Михал
Михал Мартикан (словац. Michal Martikán; род. 18 мая 1979, Липтовски-Микулаш, Среднесловацкий край) — словацкий каноист-слаломист. Участник и медалист пяти Олимпийских игр. Двукратный олимпийский чемпион 1996 и 2008 годов, дважды серебряный призёр 2000 и 2004 года, а также бронзовый призёр игр 2012 года. Первый олимпийский чемпион Словакии в новой истории. Девятикратный чемпион мира. 4 раза признавался лучшим спортсменом года в Словакии (1996, 1997, 2007, 2008). Знаменосец сборной Словакии на церемонии открытия летних Олимпийских игр 2004 года.

## Биография
Михал Мартикан родился 18 мая 1979 года в Липтовски-Микулаш. Его отец Йозеф Мартикан также является каноистом-слаломистом. Мартикан считает своим кумиром британского каноиста Ричарда Фокса.

## Карьера
Он стал заниматься греблей в девятилетнем возрасте. Тренером Михала является его отец. С 1999 года он ежегодно тренируется на Олимпийском слаломном гребном канале в Пенрите.

### Олимпийские игры
Первым выступлением на Олимпийских играх стало участие в Атланте, которое сразу принесло Михалу золотую медаль. Действующим олимпийским чемпионом являлся чех Лукаш Поллерт. В первом раунде Мартикан занял шестое место, однако за счёт самого сильного второго заезда стал олимпийским чемпионом, обойдя Поллерта на 0,14 очка.
В сентябре 2000 года на Олимпиаде в Сиднее Мартикан выиграл квалификацию, однако в финальном раунде уступил французу Тони Эстанге, завоевавшему свою первую золотую олимпийскую медаль.
Спустя четыре года на Олимпиаде в Афинах Мартикан вновь выиграл предварительные раунды, но в финале опять проиграл французу. При этом по результатам первого раунда (которым являлся полуфинал), он был первым, но во втором стал лишь четвёртым. В сумме он уступил Эстанге всего 0,12 секунды. Михал в последнем заезде получил двухсекундный штраф спустя 20 минут после окончания финала, будучи первоначально победителем.
В Пекине в августе 2008 года Михал вновь выиграл квалификацию и полуфинал. В решающем раунде он обошёл более чем на секунду британца Дэвида Флоренса, став двукратным олимпийским чемпионом. Его главный соперник на прошлых Олимпиадах не попал в финал, став девятым.
На пятых для себя Олимпийских играх в Лондоне в августе 2012 года Михал не остался без медалей, таким образом попав в призы на всех пяти Олимпиадах, на которых принял участие. Он вновь оказался лучшим в квалификации, напрямую попав в финал, однако там снова не смог победить, уступив как давнему сопернику Эстанге, так и немцу Сидерису Тасиадису.
Мартикан стал самым титулованным спортсменом в истории гребного слалома по количеству медалей (хотя Эстанге выиграл три золотых), а также он является девятикратным чемпионом мира, четыре раза выиграв в личном первенстве и пять — в командном.

## Награды
- Орден Людовита Штура 1 класса (1 января 2013 года)[14].